# Wybory parlamentarne w Irlandii w 2002 roku
Wybory parlamentarne w Irlandii odbyły się 17 maja 2002. Kandydaci walczyli o 165 ze 166 miejsc w Dáil Éireann. W Irlandii obowiązuje ordynacja proporcjonalna (system pojedynczego głosu przechodniego).
Wybory przyniosły zwycięstwo partiom rządzącej koalicji: Fianna Fáil i Progresywnym Demokratom. Tym samym Bertie Ahern pozostał premierem na kolejną kadencję. Opozycyjna Fine Gael straciła 23 mandaty, uzyskując najgorszy wynik w swojej historii. Partii Pracy nie udało się znacząco zwiększyć stanu posiadania, względny sukces odniosły za to dwie mniejsze partie lewicowe: Zieloni oraz Sinn Féin.

## Wyniki wyborów
| Partia                    | Liczba głosów | %     | +/–% | Liczba mandatów | +/– |
| ------------------------- | ------------- | ----- | ---- | --------------- | --- |
| Fianna Fáil               | 770 748       | 41,48 | +2,2 | 81              | +4  |
| Fine Gael                 | 417 619       | 22,48 | -5,4 | 31              | -23 |
| Partia Pracy              | 200 130       | 10,77 | +0,4 | 20 (+1)         | +4  |
| bezpartyjni               | 176 305       | 9,49  | +2,6 | 13              | +7  |
| Progresywni Demokraci     | 73 628        | 3,96  | -0,7 | 8               | +4  |
| Partia Zielonych          | 71 470        | 3,85  | +1,0 | 6               | +4  |
| Sinn Féin                 | 121 020       | 6,51  | +4,0 | 5               | +4  |
| Partia Socjalistyczna     | 14 898        | 0,8   | +0,1 | 1               | ±0  |
| inni                      | 12 086        | 0,65  | -1,5 | 0               | ±0  |
| Razem (frekwencja: 62,6%) | 1 878 609     | 100   |      | 165 (+1)        |     |

W tych wyborach 1 857 904 głosy były ważne, zaś 20705 głosów nieważnych oddano.

## Wybory uzupełniające
W trakcie kadencji 29. Dáil wybory uzupełniające odbyły się raz, w dwóch okręgach, 11 marca 2005. Ich powodem była rezygnacja z mandatu dwóch posłów: Charlie McCreevy (Fianna Fáil) został członkiem Komisji Europejskiej, zaś John Bruton (Fine Gael) ambasadorem UE w USA.
- 11 marca 2005, okręg Kildare North, Charlie McCreevy (Fianna Fáil) zastąpiony przez Catherine Murphy (niezależna)
- 11 marca 2005, okręg Meath, John Bruton (Fine Gael) zastąpiony przez Shane’a McEntee (Fine Gael)